# Murchisonia
Murchisonia là một chi thực vật có hoa trong họ Asparagaceae.